# George B. Mackaness
George Bellamy Mackaness (* 20. August 1922 in Sydney; † 4. März 2007 in Charleston, South Carolina) war ein australischer Pathologe und Immunologe.
Mackaness studierte Medizin an der Universität Sydney, mit dem Bachelor-Abschluss und dem M.D. Abschluss 1945. Danach setzte er seine Facharztausbildung am Sydney Hospital fort und erwarb 1948 an der Universität London einen Abschluss in klinischer Pathologie. Danach machte er einen Master-Abschluss (1949) und promovierte 1953 an der Universität Oxford in der William Dunn School of Pathology bei Howard Florey. 1954 ging er als Assistant Professor nach Canberra, wo er eine Abteilung klinische Pathologie an der Australian National University aufbaute. 1959/60 war er an der Rockefeller University. Ab 1962 war er Professor für Mikrobiologie an der University of Adelaide. 1965 wurde er Direktor des Trudeau Institute in Saranac Lake in New York und 1976 Präsident des Squibb Institute of Medical Research in Princetown. 1987 ging er in den Ruhestand und zog in die Gegend von Charleston.
Mackaness studierte zunächst die Reaktion des Immunsystems auf intrazelluläre Bakterien bei Tuberkulose, wandte sich in den 1960er Jahren aber Listeria-Bakterien zu, die einfacher zu untersuchen waren. Dabei entdeckte er das von ihm Aktivierung von Makrophagen genannte Phänomen. Makrophagen aus mit Listeria infizierten Mäusen bekämpften, wenn sie auf nicht infizierte Mäuse übertragen wurden, dort die Infektion effektiver als die körpereigenen Makrophagen. Später wurde entdeckt, dass dabei Lymphokine genannte Botenstoffe eine Rolle spielen.
1975 erhielt er den Paul-Ehrlich-und-Ludwig-Darmstaedter-Preis und 1998 den Novartis Preis für klinische Immunologie. 1976 wurde er Fellow der Royal Society und er war Fellow der American Association for the Advancement of Science und der American Academy of Arts and Sciences.
Er war seit 1945 verheiratet und hatte ein Kind.